# Nero d'Avola

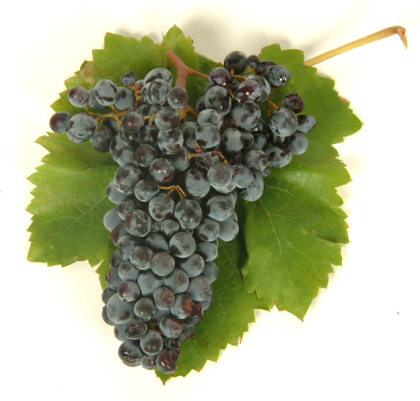
Racimo de nero d'Avola.

La nero d'Avola es "la uva para vino tinto más importante de Sicilia"  y una de las variedades italianas más importantes. Su nombre proviene de Avola, en el sur de Sicilia, y sus vinos son comparados con los vinos de shyra del Nuevo Mundo, con taninos suaves y sabores a picante o a ciruela. También forma parte de los vinos de mezcla de Marsala.

## Historia
La "uva negra de Avola" fue seleccionada por los viticultores cerca de Avola (una pequeña ciudad al sureste de Sicilia) hace cientos de años. Inicialmente, solo se cultivaba en el sur, pero recientemente se ha difundido a través de toda la isla.

## Características

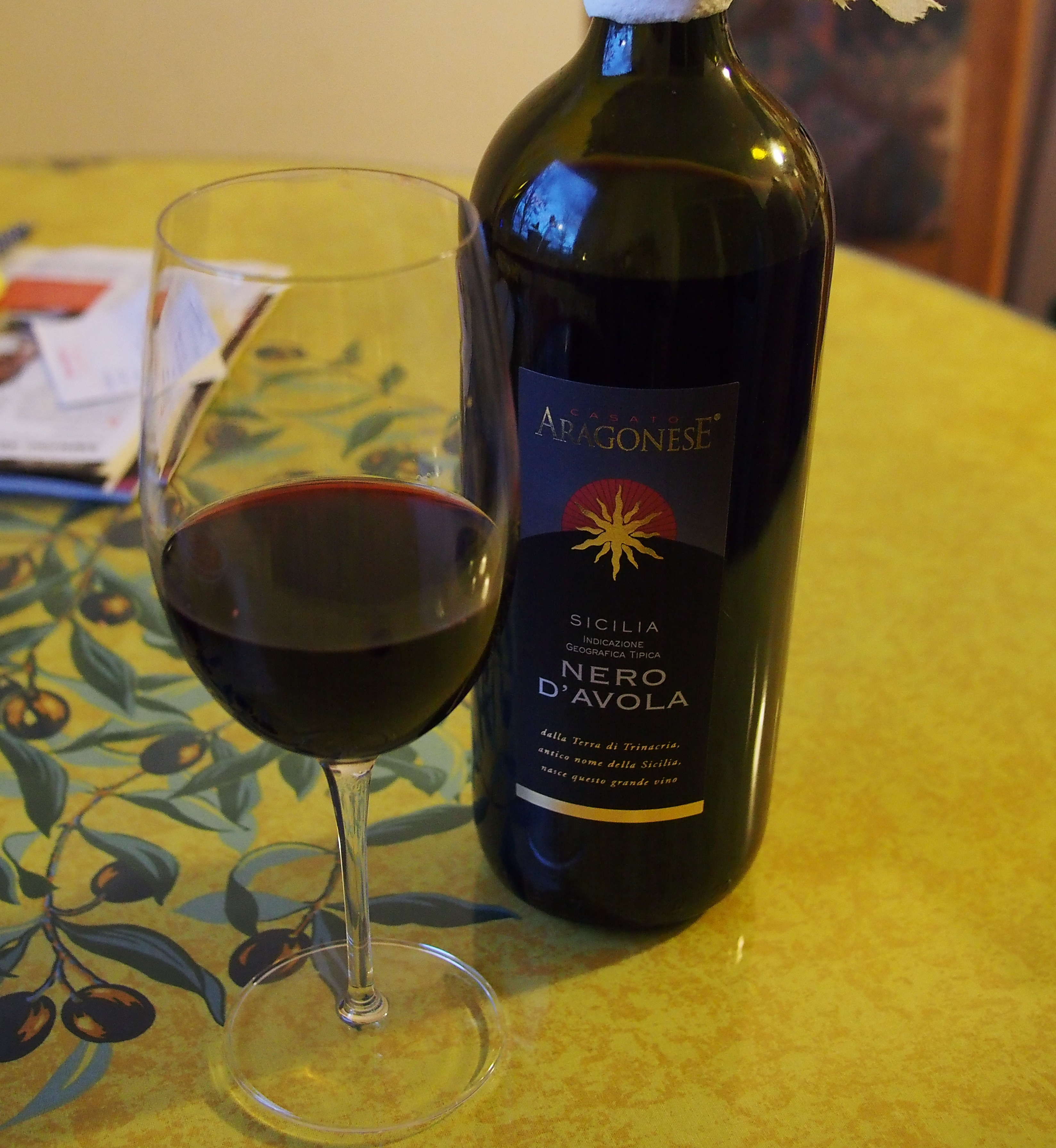
Vino de nero d'Avola.

La vid se adapta a climas cálidos y relativamente secos. Los distritos de Noto (sobre Buonivini) y Pachino (al sur de la provincia de Siracusa) son conocidos por la calidad de sus vinos de nero d'Avola.
El primer productor estadounidense de vinos de nero d'Avola es Chiarito Vineyards, en Ukiah, condado de Mendocino, California. La nero d'Avola también se cultiva en Australia, Malta, Turquía y, recientemente, también en Sudáfrica.
Sus vinos son de color cereza o rubí rojo. Su aroma es afrutado y con fuertes reminiscencias a mora. Su sabor es seco, ligeramente ácido, redondo, cálido y con buen cuerpo. 